# Фудзіта (фільм)
«Фудзіта» (фр. Foujita) — японсько-французький біографічно-драматичний фільм, знятий Кохеєм Огурі. Світова прем'єра стрічки відбулась 26 жовтня 2015 року на Токійському міжнародному кінофестивалі. Фільм розповідає історію життя японського художника Цуґухару Фудзіта.

## У ролях
- Дзьо Одагірі — Цуґухару Фудзіта
- Мікі Накатані — Кімійо

## Визнання
| Нагороди та номінації фільму «Фудзіта» | Нагороди та номінації фільму «Фудзіта» | Нагороди та номінації фільму «Фудзіта» | Нагороди та номінації фільму «Фудзіта» | Нагороди та номінації фільму «Фудзіта» | Нагороди та номінації фільму «Фудзіта» |
| Рік                                    | Кінопремія / Кінофестиваль             | Категорія / Нагорода                   | Номінант                               | Результат                              |                                        |
| -------------------------------------- | -------------------------------------- | -------------------------------------- | -------------------------------------- | -------------------------------------- | -------------------------------------- |
| 2015                                   | Токійський міжнародний кінофестиваль   | Гран-прі «Токійська сакура»            | «Фудзіта»                              | Номінація                              |                                        |